# مکس-دوان-ویرتن
شهر مکس-دوان-ویرتن (به فرانسوی: Meix-devant-Virton) در شهرستان ویرتن  در استان لوکزامبورگ  در منطقه فدرال والوون در کشور بلژیک واقع شده‌است.